# マァウン・ティン
マァウン・ティン （ビルマ語: မောင်ထင်、1909年3月20日 - 2006年1月29日）は、ミャンマーの作家。小説『農民ガバ』によって国内で広く知られている。

## 生涯
イギリス植民地時代のエーヤワディ地方域のレッポターに生まれる。1920年からミャウンミャ市の公立中学校で英語とビルマ語の2言語教育を受ける。同年にヤンゴン大学で学生ストライキ事件が起きて、ビルマ語教育を重視する運動が盛んになると、ビルマ人学校へ編入される。1926年にヤンゴン市立高校を卒業して、ヤンゴン大学の医学部で医師を目指すが、のちに文学部へと進んで学士号を取得した。
ミャウンミャ市のビルマ人学校の高等部教師やイギリス植民地政府の官吏を務め、第二次世界大戦とともにイギリスと日本の戦闘が起きると、郷里レッポターでビルマ独立義勇軍(BIA)の兵員募集の仕事につく。日本軍の進出とイギリスの撤退によって1943年にビルマ国が成立すると、バー・モウ政権のもとで外務省事務次官や情報宣伝省次官となり、ビルマ連邦独立後には情報省の情報局長につくが、1950年に辞職してヤンゴン新聞の編集長となった。
1950年代にはロンドンタイムズの契約記者となり、ビルマ作家協会会長、ビルマ新聞記者協会会長に就任する。1952年にはビルマ新聞記者団として来日した。1977年から短篇小説や評論を発表するかたわらで、パーリ語の三蔵をビルマ語へ翻訳する事業に協力して、1987年にはビルマ語辞典の編纂委員に任命された。

## 作品
硬質な文体と諷刺的な作風を特徴とする。1930年代のビルマでは、それまでの韻文による伝統文芸に対して、表現を分かりやすくするキッサン・サーペイという文学運動が起こっていた。マァウン・ティンもその影響を受けつつ、語彙を豊富に使った表現を保った。小説や評論を中心に執筆し、エーヤワディの農民を題材とした短篇小説『コー・ダァゥン』、戯曲『何がもっとも大切なのか』、伝記『ビルマの知識人』などを発表している。最も有名な作品である長篇小説『農民ガバ』は、1945年に執筆されて1947年出版となり、英語、中国語、ロシア語に翻訳されたほか映画化もされた。『農民ガバ』は、農民の戦争体験を通して、イギリス植民地時代、バー・モウ政権下の日本軍、ビルマの戦いの終了までを描いている。同時代の作家であるダゴォン・ターヤーやマゥン・スォン・イェ、ミンヂョーらは、本作の諷刺性を評価し、魯迅の『阿Q正伝』、エミール・ゾラの『大地』、ショーロホフの『開かれた処女地』との比較においても論じている。
各国の文学紹介も手がけており、評論『世界文学案内』や、翻訳として『モーパッサン短篇小説集』、ジョナサン・スウィフト『ガリバー旅行記』なども発表した。

## 日本語訳著作
- 「マラリヤ」（『現代ビルマ短編小説集』　大野徹編訳、井村文化事業社、1983年。）
- 「便所」（『現代ビルマ短編小説集』　大野徹編訳、井村文化事業社、1983年。）
- 『農民ガバ』　河東田静雄訳、大同生命国際文化基金〈アジアの現代文芸〉、1992年。